# والتر ماسون
والتر ماسون (1848 في المملكة المتحدة - 18 أكتوبر 1924 في نيوزيلندا) (بالإنجليزية: Walter Mason)‏ هو لاعب كريكت نيوزلندي. لعب مع Wellington cricket team ‏.

## وصلات خارجية
- والتر ماسون على موقع إي آس بي آن كريك إنفو (الإنجليزية)